# Ибрагимов, Магомед Чанкаевич
Магоме́д Чанка́евич Ибраги́мов (Чанкалаевич, Чанка) (1863, Дагестанская область — март 1920) — российский военачальник, генерал-майор (1917). С марта 1918 года по март 1920 года — военный правитель Дагестана.

## Биография
Родился в селе Карлабко Дагестанской области. Даргинец., мусульманин. Окончил Ставропольскую гимназию и Тифлисское пехотное юнкерское училище в 1885 году.
Начал службу в 82-м пехотном Дагестанском полку с 1885 года.
Подпоручик со старшинством с 18.06.1886, поручик (старшинство с 18.06.1890), штабс-капитан (старшинство с 6.05.1900), капитан (старшинство с 06.05.1901), подполковник (старшинство с 6.05.1910).
Полковник (с 19.05.1914).
19 февраля 1917 года получил чин генерал-майора.
В 1915—1917 годах — командир 306-го пехотного Мокшанского полка 77-й пехотной дивизии.
Награждён Георгиевским оружием (24.01.1917).
В 1917 году назначен бригадным командиром 77-й пехотной дивизии, а 29 мая 1917 — командующим 177-й пехотной дивизией. В том же году назначен командующим 83-й пехотной дивизией, а 5 января 1918 года — исправляюшим должность командующего 13-й пехотной (Мусульманской) дивизией.
С 16.07.1918 — Симферопольский уездный воинский начальник (в Крымском краевом правительстве генерала Сулькевича).
С конца 1918 года — в Добровольческой армии. Участвовал в формировании горских частей.
С 03.12.1919 — помощник правителя Дагестана. С начала 1920 года по март того же года — правитель Дагестана.

## Награды
- Орден Святого Станислава 3-й степени с мечами и бантом (1904)
- Орден Святой Анны 3-й степени с мечами и бантом (1908)
- Орден Святого Станислава 2-й степени (1912)
- Орден Святой Анны 2-й степени (01.08.1916)
- Орден Святого Владимира 4-й степени (31.05.1915)
- Георгиевское оружие (24.01.1917)